# 埃拉赫河
48°58′45.70″N 10°52′30.51″E / 48.9793611°N 10.8751417°E
埃拉赫河是德國的河流，位於該國東南部，由巴伐利亞負責管轄，屬於羅拉赫河的左支流，河道全長2.6公里，流域面積6.8平方公里。